# Kudoa lunata
Kudoa lunata is een microscopische parasiet uit de familie Kudoidae. Kudoa lunata werd in 1983 beschreven door Lom Dyková & Lhotákova. 